# Stylurus falcatus
Stylurus falcatus es una libélula de la familia de las libélulas topo (Gomphidae). Es una especie endémica de México. Fue descrita en el año de 1944 por Leonora K. Gloyd1.

## Clasificación y descripción
En América, el género Stylurus comprende doce especies, tres de las cuales se distribuyen al sur de la frontera de E.U.A.2. Se agrupan en la subfamilia Gomphini junto a Arigomphus, Dromogomphus, Gomphus y Gastrogomphus. Presenta áreas claras de la cabeza color amarillo grisáceo, el tórax es de color negro marrón, y también áreas claras color amarillo claro y azul grisáceo.

## Distribución
Solo se conoce de la localidad tipo del Estado de Michoacán, en México3.

## Hábitat
No hay reportes sobre la biología de esta especie, sin embargo el género se caracteriza por habitar ríos y ocasionalmente lagos de fondo con arena, fango, grava o limo2.

## Estado de conservación
No se considera dentro de ninguna categoría de riesgo.